# Città di Palmerston
La città di Palmerston è una delle 16 local government areas che si trovano nel Territorio del Nord, in Australia. Essa si estende su di una superficie di 95,6 chilometri quadrati ed ha una popolazione di 29 346 abitanti. La sede del consiglio si trova a Palmerston